# Università telematica UNITELMA Sapienza
L'Università degli Studi di Roma "Unitelma Sapienza" è un'università telematica italiana accreditata dal MIUR.

## Storia
Istituita con il D.M. 7 maggio 2004 con la denominazione originaria Università telematica TEL.M.A., il 31 marzo 2010 a seguito di accordi tra Formez e Sapienza Università di Roma, assume la nuova denominazione "Unitelma Sapienza”. È controllata da un consorzio che vede Sapienza Università di Roma come socio di maggioranza e comprende anche Unipaelearning, Accademia Nazionale di Medicina e IAL – Innovazione, Apprendimento, Lavoro.
Il primo corso di laurea è stato attivato nel novembre 2005. Le lezioni, strutturate in moduli tematici, sono erogate in modalità telematica. Anche l'assistenza agli studenti avviene a distanza mediante un servizio di tutoraggio.
Nel 2016, a seguito di modifiche statutarie, la denominazione cambia in Università degli Studi di Roma "Unitelma Sapienza". Precedentemente era nota come Università telematica UNITELMA Sapienza.

## Struttura
Le attività didattiche e di ricerca dell'ateneo afferiscono ai dipartimenti di Scienze giuridiche ed economiche e di Diritto e Società Digitale.

## Rettori
- Cesare Imbriani (2004-2006)
- Aniello Cimitile (2006-2012)
- Francesco Avallone (2012-2018)
- Antonello Folco Biagini (2018-2023)
- Bruno Botta (dal 1º novembre 2023)